# Hoàng Xuân Vinh
Pour les articles homonymes, voir Xuân et Hoang.
Hoàng Xuân Vinh est un tireur vietnamien né le 6 octobre 1974 à Sontay. En remportant l'épreuve de pistolet à 10 mètres aux Jeux olympiques d'été de 2016 à Rio de Janeiro, il devient le premier Vietnamien champion olympique. Quelques jours plus tard, il obtient en outre la médaille d'argent en pistolet à 50 mètres.

## Biographie
Hoàng Xuân Vinh naît en 1974 à Sontay. Sa mère meurt alors qu'il a 3 ans et il est élevé par son père à Hanoï où la famille part habiter. Vinh est inscrit à une école militaire où il pratique de nombreux sports comme le badminton, le volley-ball ou encore le tennis de table. En tant que soldat, il se familiarise avec des armes à feu.
Officier militaire, Hoàng Xuân Vinh se construit une réputation dans l'armée en tant que tireur d'élite. En 2000, il remporte son premier titre national de tir sportif puis enchaîne l'année suivante avec la médaille d'or des Championnats de l'Asie du Sud-Est. 
Qualifié pour les Jeux olympiques d'été de 2012, il manque la finale du pistolet à 10 mètres pour un point et manque la médaille olympique dans la compétition du pistolet à 50 mètres pour 0,1 point, finissant à la quatrième place.
Loin de se décourager, le Vietnamien grimpe dans la hiérarchie mondiale. Au lendemain de la cérémonie d'ouverture des Jeux olympiques d'été de 2016 de Rio de Janeiro, il remporte l'épreuve de pistolet à 10 mètres et devient le premier champion olympique vietnamien,. Mené de 0,2 points par Felipe Almeida Wu avant le dernier tir, il répond au 10,1 de son concurrent par un 10,7 pour remporter l'or olympique. Père de deux enfants, le colonel de 42 ans marque une page d'histoire du sport vietnamien et prend la place de no 1 mondial,.

## Palmarès
Jeux olympiques
- Médaille d'or au pistolet à 10 mètres aux Jeux olympiques d'été de 2016 à Rio de Janeiro.
- Médaille d'argent au pistolet à 50 mètres aux Jeux olympiques d'été de 2016 à Rio de Janeiro.

Coupe du monde
- Vainqueur de l'épreuve de 10 mètres pistolet air comprimé de l'étape de Changwon lors de la Coupe du monde de tir de l'ISSF 2013.
- Vainqueur de l'épreuve de 10 mètres pistolet air comprimé de l'étape de Fort Benning lors de la Coupe du monde de tir de l'ISSF 2014.
- Deuxième de l'épreuve de pistolet à 50 mètres de l'étape de Munich lors de la Coupe du monde de tir de l'ISSF 2015.
- Deuxième de l'épreuve de 10 mètres pistolet air comprimé de l'étape de New Delhi lors de la Coupe du monde de tir de l'ISSF 2017.
- Troisième de l'épreuve de pistolet à 50 mètres de l'étape de Changwon lors de la Coupe du monde de tir de l'ISSF 2015.
- Troisième de l'épreuve de pistolet à 50 mètres de l'étape de Fort Benning lors de la Coupe du monde de tir de l'ISSF 2015.
- Troisième de l'épreuve de 10 mètres pistolet air comprimé de l'étape de Bangkok lors de la Coupe du monde de tir de l'ISSF 2016.
- Troisième de l'épreuve de 10 mètres pistolet air comprimé de l'étape de Munich lors de la Coupe du monde de tir de l'ISSF 2016.

Jeux asiatiques
- Médaille de bronze sur l'épreuve de 10 mètres pistolet air comprimé par équipe des Jeux asiatiques de 2006 à Doha.
- Médaille de bronze sur l'épreuve de pistolet à 50 mètres par équipe des Jeux asiatiques de 2014 à Incheon.